# Rizzo Group
Rizzo Group AB (tidigare Venue Retail Group och dessförinnan Wedins) är ett svenskt handelsföretag aktivt inom skor och accessoarer. Företaget har 86 butiker (20202) i Sverige och Norge i butikskedjorna Rizzo, Morris och Accent.

## Historik
Företaget grundades i slutet av 1800-talet av Jonas Petter Wedin i Nyland. År 1980 köptes företaget av Ward White Group Ltd. och 1989 såldes kedjan igen, denna gång till KF. I juli 1997 börsnoterades företaget och expansionen i Norden inleddes genom uppköp av de norska butikerna Park Sko. År 1999 köpte Wedins accessoarkedjan Handskmakar'n med 95 butiker i Sverige, Norge och Finland och döpte om dem till Wedins accent. 
Wedinsbutikerna såldes under 2008 till norska Eurosko eftersom man istället ville satsa på kedjorna Accent, Morris och Rizzo. År 2009 bytte Wedins namn till Venue Retail Group. Företaget hade då 91 Accentbutiker och 17 Rizzobutiker i Sverige, Norge och Finland samt 42 Morrisbutiker i Norge.
I november 2019 ansökte företaget om rekonstruktion. I april 2024 ansökte Rizzo Group om konkurs efter en tids likviditetsproblem.